# EA Ligue 1 Games
Les EA Ligue 1 Games est une compétition amicale de football organisée par la Ligue de football professionnel. En 2019, ils se déroulent au Audi Field à Washington, enceinte de la franchise MLS de DC United, d’une capacité de 20 000 places.

## Format
La compétition se déroule sur le format de quatre rencontres, avec deux demi-finales, un match pour la 3e place et la finale.

## Historique
La création de ce tournoi a pour but de promouvoir la Ligue 1 à l'étranger. Il est remporté par l'Olympique de Marseille qui s'impose 2-1 face à l'AS Saint-Étienne.

## Palmarès

### Palmarès par édition
| Édition | Vainqueur              | Finaliste        | Score | Buteur(s) OM            | Buteur(s) adverse(s) |
| 2019    | Olympique de Marseille | AS Saint-Étienne | 2 - 1 | Payet 12e, Radonjić 74e | Nordin 17e           |

### Palmarès par club
| Rang | Club                   | Titres (éditions) | Finales perdues (éditions) | 3ème place (éditions) | Quatrième place (éditions) |
| ---- | ---------------------- | ----------------- | -------------------------- | --------------------- | -------------------------- |
| 1    | Olympique de Marseille | 1 (2019)          | 0                          | 0                     | 0                          |
| 2    | AS Saint-Étienne       | 0                 | 1 (2019)                   | 0                     | 0                          |
| 3    | Girondins de Bordeaux  | 0                 | 0                          | 1 (2019)              | 0                          |
| 4    | Montpellier Hérault    | 0                 | 0                          | 0                     | 1 (2019)                   |

## Tournoi

### Demi-finale
| Demi-finale                                  | Montpellier HSC'                | 2 - 4   | AS Saint-Étienne                                 | Audi Field, Washington    |                           |
| Jeudi 18 juillet 2019 19:00 EST, 01:00 UTC+1 | Hilton 35e · Laborde 45e (pen.) | (2 - 1) | 33e 73e Debuchy · 52e (pen.) Cabella · 83e Diony | Diffuseur : BeIn Sports 1 | Diffuseur : BeIn Sports 1 |

| Demi-finale                                  | Olympique de Marseille | 2 - 1   | Girondins de Bordeaux | Audi Field, Washington    |                           |
| Jeudi 18 juillet 2019 21:00 EST, 03:00 UTC+1 | Payet 52e 58e          | (0 - 1) | 40e Pablo             | Diffuseur : BeIn Sports 1 | Diffuseur : BeIn Sports 1 |

### Match pour la3eplace
| Match pour la 3e place                          | Montpellier Hérault   | 1 - 2   | Girondins de Bordeaux     | Audi Field, Washington    |                           |
| Dimanche 21 juillet 2019 18:00 EST, 00:00 UTC+1 | Savanier 45+1e (pen.) | (1 - 1) | 8e (pen.) 53e de Préville | Diffuseur : BeIn Sports 1 | Diffuseur : BeIn Sports 1 |

### Finale
| Finale                                          | AS Saint-Étienne | 1 - 2   | Olympique de Marseille   | Audi Field, Washington    |                           |
| Dimanche 21 juillet 2019 21:00 EST, 03:00 UTC+1 | Nordin 17e       | (1 - 1) | 12e Payet · 74e Radonjić | Diffuseur : BeIn Sports 1 | Diffuseur : BeIn Sports 1 |

## Classement des buteurs
Dernière mise à jour : le 5 août 2019
| Rang | Joueur              | Club                   | Buts |
| ---- | ------------------- | ---------------------- | ---- |
| 1    | Dimitri Payet       | Olympique de Marseille | 3    |
| 2    | Mathieu Debuchy     | AS Saint-Étienne       | 2    |
| 2    | Nicolas de Préville | Girondins de Bordeaux  | 2    |

| Joueurs ayant inscrit un but | Joueurs ayant inscrit un but | Joueurs ayant inscrit un but | Joueurs ayant inscrit un but | Joueurs ayant inscrit un but |
| ---------------------------- | ---------------------------- | ---------------------------- | ---------------------------- | ---------------------------- |
| 3                            | Nemanja Radonjić             | Olympique de Marseille       | 1                            |                              |
| 3                            | Vitorino Hilton              | Montpellier Hérault          | 1                            |                              |
| 3                            | Gaëtan Laborde               | Montpellier Hérault          | 1                            |                              |
| 3                            | Téji Savanier                | Montpellier Hérault          | 1                            |                              |
| 3                            | Rémy Cabella                 | AS Saint-Étienne             | 1                            |                              |
| 3                            | Loïs Diony                   | AS Saint-Étienne             | 1                            |                              |
| 3                            | Arnaud Nordin                | AS Saint-Étienne             | 1                            |                              |
| 3                            | Pablo                        | Girondins de Bordeaux        | 1                            |                              |